# Benjamin Pranter
Benjamin Pranter (Völs, 22 settembre 1989) è un ex calciatore austriaco, di ruolo centrocampista o attaccante.

## Caratteristiche tecniche
È un centrocampista offenisvo.

## Carriera
Cresciuto nel settore giovanile del Völs, nel 2001 è entrato nell'AKA Tirol, struttura di allenamento per giovani calciatori in Tirolo. Nel dicembre 2007 ha avuto l'occasione di debuttare in Bundesliga con la maglia del Wacker Innsbruck, giocando gli ultimi minuti dell'incontro pareggiato 0-0 contro il Ried.
Per la stagione 2008-2009 è passato al WSG Swarovski Tirol in Regionalliga West dove ha disputato 14 partite segnando 3 reti e si è classificato secondo. In vista dell'anno seguente ha fatto ritorno al Wacker Innsbruck, nel frattempo retrocesso in Erste Liga, con cui ha disputato due stagioni dividendosi fra prima e seconda squadra ed ottenendo la promozione in Bundesliga nel 2010 dopo aver vinto il campionato.
Nell'estate del 2011 si è trasferito nuovamente al WSG Swarovski Tirol, in terza divisione. Dopo quattro stagioni ha ottenuto la promozione in Erste Liga, facendo così ritorno al calcio professionistico. Al termine della stagione 2018-2019 è stato promosso in Bundesliga dopo aver vinto il campionato di seconda divisione con due punti di vantaggio sul Ried secondo, prima volta nella storia del club.

## Palmarès
- Campionato austriaco di seconda divisione: 2

Wacker Innsbruck: 2009-2010
WSG Wattens: 2018-2019